# Talang Tinggi (Tanjung Sakti Pumu)
Talang Tinggi is een bestuurslaag in het regentschap Lahat van de provincie Zuid-Sumatra, Indonesië. Talang Tinggi telt 493 inwoners (volkstelling 2010).